# Lamine Konté
Lamine Konté, né en 1945 à Kolda en Casamance (Sénégal) et mort le 28 septembre 2007 à Paris, était un griot et koraïste mandingue sénégalais. Virtuose de la kora, il a contribué à la popularisation de la musique traditionnelle du Mandingue à travers ses compositions et ses performances. Il est également connu pour avoir composé des musiques de films, dont celles de Baara, Samba Traoré et Bako, l'autre rive.

## Biographie
Lamine Konté est né à Kolda, en Casamance, région sud du Sénégal, dans une famille de griots. Dès son jeune âge, il montre une passion pour la musique et apprend à jouer de la kora, un instrument traditionnel de la musique mandingue. Après avoir déménagé en France en 1971, il s'installe à Paris, où il se fait rapidement connaître au sein de la scène musicale afro-française.
Konté est reconnu pour sa maîtrise de la kora, mais aussi pour ses talents de compositeur. Il a composé de nombreuses œuvres qui ont traversé les frontières de l'Afrique, en particulier grâce à sa collaboration avec des artistes comme Aimé Césaire, Léopold Sédar Senghor et Bernard Dadié. Ses enregistrements ont contribué à l'exportation de la musique traditionnelle sénégalaise et à l'intégration de son héritage culturel dans le panorama mondial.
Il a composé plusieurs musiques de films, enrichissant le cinéma africain avec ses créations, notamment pour les films Baara, Samba Traoré, et Bako, l'autre rive. Lamine Konté a été salué pour sa capacité à fusionner la musique traditionnelle de son pays avec des influences modernes et internationales.

## Discographie
Lamine Konté a enregistré plusieurs albums tout au long de sa carrière, qui ont été largement appréciés, tant par les mélomanes africains que par les publics européens. Ses albums les plus connus sont :
- 1975 : La kora du Sénégal - Vol. 1 (Arion)
- 1976 : La kora du Sénégal - Vol. 2 (Arion), avec des poèmes d'Aimé Césaire, Léopold Sédar Senghor, Bernard Dadié, Léon-Gontran Damas

Ces albums restent des références importantes dans l'histoire de la musique mandingue et sénégalaise.

## Héritage et influence
Lamine Konté a marqué l'histoire de la musique mandingue et de la musique traditionnelle africaine. Il a formé de nombreux jeunes musiciens, transmettant son savoir-faire et ses connaissances de la kora. Par son influence, il a contribué à faire connaître la richesse du patrimoine musical sénégalais au-delà des frontières du pays. Son héritage perdure à travers ses enregistrements et les artistes qu'il a inspirés.